# Regla de san Francisco

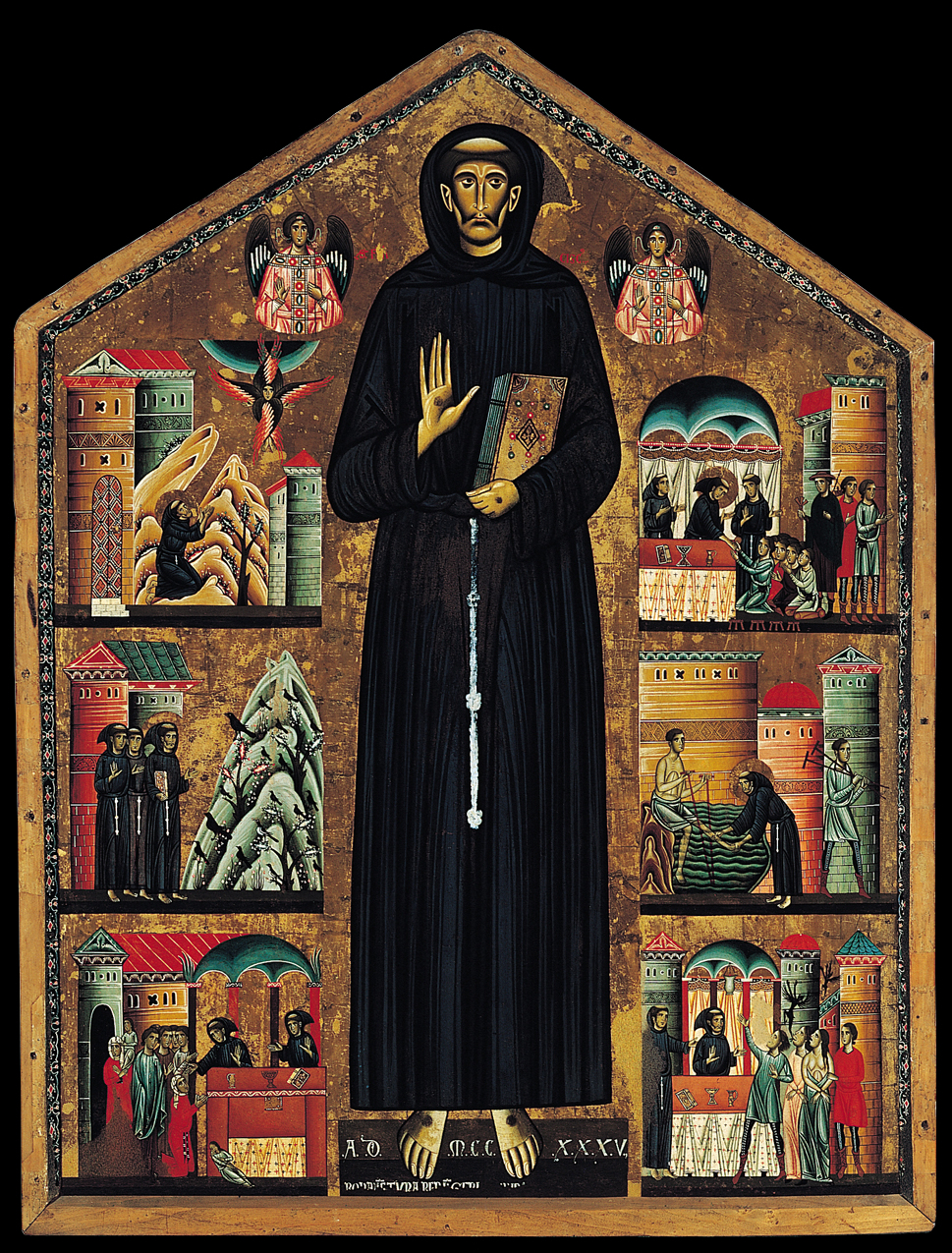
Escenas de la vida de san Francisco, icono de Bonaventura Berlinghieri, de 1235, conservado en la iglesia de San Francisco de Pescia (Italia). Como a todo fundador medieval, Francisco de Asís es representado muchas veces con el texto de la Regla en sus manos.

La Regla de san Francisco, también conocida como Segunda regla de san Francisco, Regla franciscana o Regla bulada, es el documento legislativo definitivo redactado por el religioso católico italiano Francisco de Asís, con el fin de regular la vida cotidiana de la naciente Orden de los Hermanos Menores, fundada por él. De este documento existe una primera versión conocida como Propositum o Primera regla y una versión intermedia conocida como Regla no bulada. Este documento normativo es seguido por los miembros de las ramas franciscanas masculinas que pertenecen a la Primera Orden de San Francisco y es la base legislativa de las reglas para los miembros varones que quieran vivir vida contemplativa o para la Segunda Orden de monjas de clausura. Además es el fundamento de las constituciones de numerosas congregaciones religiosas u otros institutos y sociedades que beben de la espiritualidad franciscana.

## Historia

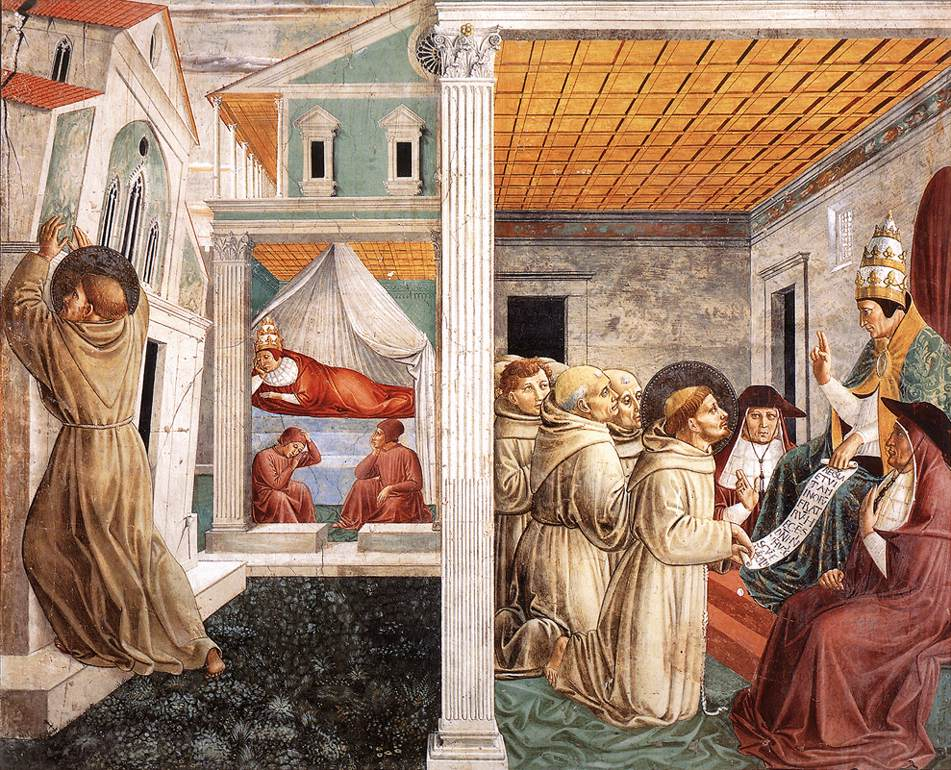
La aprobación de la Regla franciscana por Inocencio III, fresco elaborado por el pintor italiano Benozzo Gozzoli, en 1452, conservado en el complejo de Museos de San Francisco en Montefalco (Italia). Cuando Francisco se presenta ante el papa Inocencio III, el pontífice da una aprobación oral de la misma, a este primer documento se le conoce como Porpositum o Primera regla.

El proceso de redacción de la Regla de san Francisco se puede dividir en tres partes: en primer lugar la redacción de un Propositum, Vita o Primera regla, aprobada oralmente por el papa Inocencio III; en segundo lugar se encuentra la Regla no bulada, una versión extendida, aprobada por el capítulo general de 1221 y luego oralmente por el papa Honorio III; y finalmente la Regla bulada aprobada por el papa Honorio III en 1223.

### Propositum
El Propositum, también conocido como Primera regla fue la primera redacción de un documento por parte de Francisco de Asís. Es el fundamento de la Regla franciscana y se trata de una colección de escritos de Francisco, redactados entre 1209 y 1210, que recogen una serie de normas que tenían como fin regular la naciente comunidad de hermanos menores. Francisco, con algunos compañeros, decide ir a Roma para pedir la aprobación de la nueva regla de vida. Luego de tres meses de vagar por las calles de Roma es recibido por Inocencio III, quien aprobó oralmente la Regla y dio permiso a los hermanos menores de predicar el Evangelio.
Este primer documento contenía más bien una colección de frases tomadas del Evangelio, sin ninguna elaboración teológica y de manera sencilla y breve, que señalaban un estilo de vida pobre, sin nada propio y en obediencia a la Iglesia, lo que lo diferenciaba de la mayoría de los movimientos pauperísticos de entonces, como los cátaros. El texto original está perdido.

### Regla no bulada

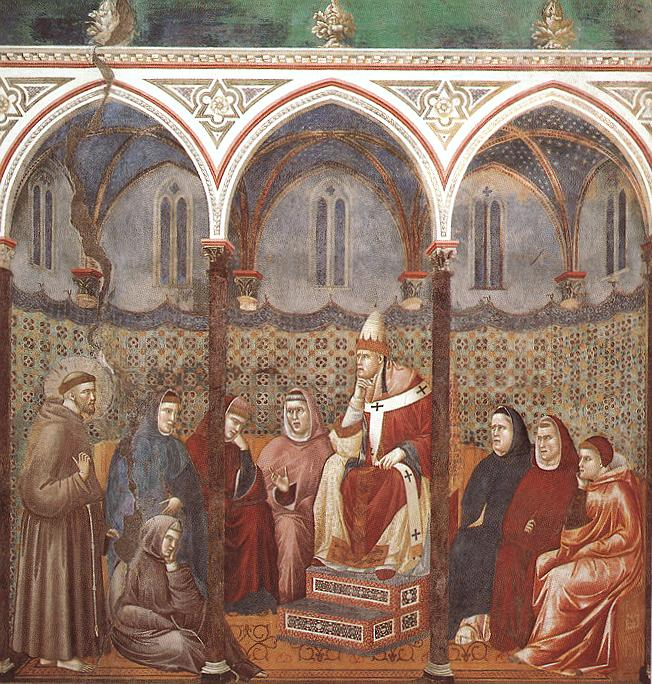
Francisco predica ante el papa Honorio III, fresco de antes de 1337, obra del pintor italiano Giotto, en la Basílica de San Francisco de Asís. El papa Honorio III aprobó de palabra (sin bula) la llamada Regla no bulada (1221) y, mediante bula Solet annuere, del 29 de noviembre de 1223, la Regla de san Francisco, conocida como Regla bulada.

Durante la ausencia de Francisco, cuando se encontraba en Oriente, los vicarios generales en Italia, introdujeron modificaciones que contrariaban la simplicidad del texto original de Francisco: ayunos y abstinencias más frecuentes, estricta disciplina, construcción de iglesias y conventos, y sobre todo la construcción de casas de estudio. Avisado de esto, Francisco regresó a Italia (1220) y logró la revocación de dichos cambios, e introdujo nuevas normativas, obediencia a los superiores, permisos para viajes y un año de noviciado obligatorio para los candidatos. Le fue conferido como cardenal protector Hugolino de Anagni (futuro Gregorio IX), quien le aconsejó la redacción de una Regla.
Francisco se dedicó a la redacción de la Regla, seguidamente renunció al gobierno de la Orden y convocó un capítulo general (1221). En dicho capítulo Elías Bombarone fue elegido como ministro general y se aprobaron los 24 capítulos de la Regla que, sin embargo, no fue presentada al papa, por lo tanto no se constituyó en un documento oficial, razón por lo cual es conocida como no bulada. Este documento se caracteriza por un marcado estilo de pobreza y fue aprobado oralmente por el papa Honorio III.----T-T

### Regla bulada
La regla definitiva y en vigor fue escrita por Francisco en la ermita de Fonte Colombo, con la ayuda del cardenal Hugolino de Anagni, dándole una forma jurídica. Este documento fue aprobado por el papa Honorio III, mediante bula Solet annuere del 29 de noviembre de 1223.

## Contenido

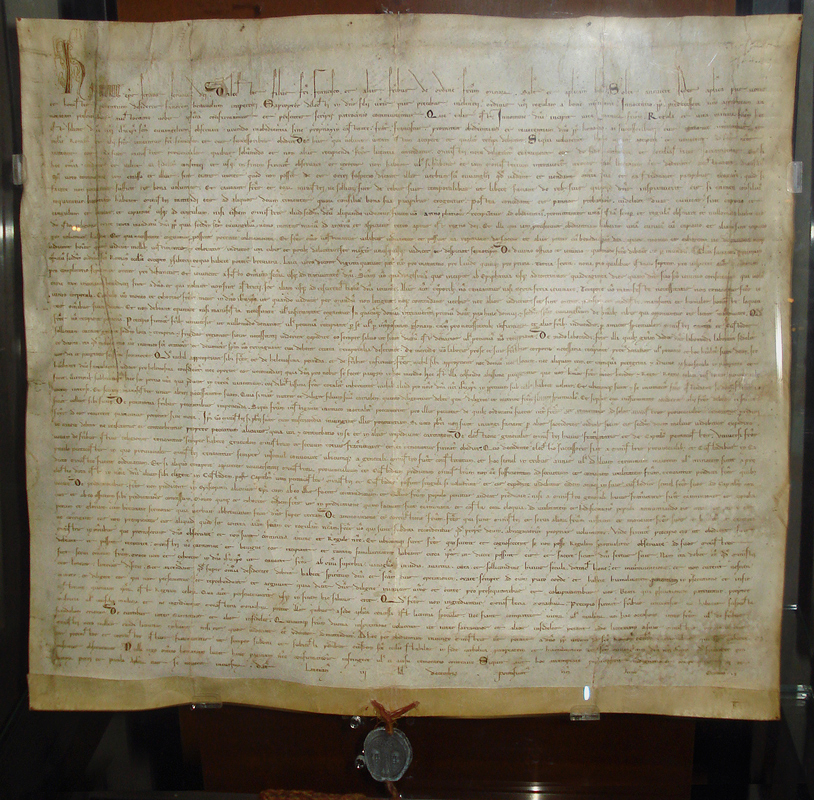
Texto original de la Regla de san Francisco de 1223, conocida como Regla bulada y que es el documento oficial y en vigor, fundamento jurídico y espiritual del estilo de vida de los hermanos menores.

El documento final conocido como Regla de san Francisco o Regla franciscana está compuesto por doce capítulos, que salvaguardan lo más esencial del espíritu originario. Sin embargo, el elemento jurídico e institucional triunfó sobre el elemento carismático. Con todo, Francisco se mostró siempre obediente a la Iglesia y nunca se lamentó de esto.
Los temas que se presentan en la Regla bulada, a grandes rasgos son: el Evangelio, como el indispensable punto de referencia que ilumina y anima el seguimiento radical de Jesucristo (capítulos 1 y 12); la eclesialidad que lleva a reconocer la Iglesia como el ámbito dentro del cual se desarrolla la vida evangélica de los hermanos (capítulos 1 y 12); la acogida fraterna de los nuevos hermanos que llegan y las primeras exigencias del seguimiento de Jesucristo (capítulo 2); la penitencia, como esfuerzo permanente de conversión (capítulo 2); la oración y el ayuno, como expresión de dedicación a Dios y de penitencia (capítulo 3); la minoridad, como condición específica de los hermanos que van por el mundo (capítulo 3); la pobreza de cosas y de medios cuando se va por el mundo (capítulo 4); la gracia de trabajar y su relación con la subsistencia y el espíritu de oración y devoción (capítulo 5); el no tener nada propio como libertad para los que colaboran en la construcción del Reino (capítulo 6); la fraternidad, como actitud de comunión, de servicio y de perdón al hermano espiritual (capítulos 6 y 7); los ministros y los capítulos, como estructuras de animación y de servicio a la vida fraterna (capítulo 8); la predicación y las exigencias de la evangelización (capítulo 9); la obediencia y el servicio de la autoridad (capítulo 10); poseer el Espíritu del Señor y su santa operación, meta suprema de la Regla (capítulo 10); la castidad, como expresión de libertad (capítulo 11); la misión entre los infieles, y sus exigencias (capítulo 12); y la fidelidad al Evangelio prometido y los recursos para lograrla (capítulo 12).

## Legado
El espíritu de la Regla de san Francisco ha tenido una gran influencia en la comunidad cristiana en general, pues el estilo de vida marcado por Francisco y recogido en ese documento, se ha extendido por los cinco continentes y ha sido, en cualquier modo, tomado como modelo de vida para numerosos institutos religiosos o seglares, indiferentemente de su grado de agregación a la familia franciscana o incluso si no pertenecen a esta.
Ciertamente la regla de vida de Francisco es modelo para las constituciones actuales de las diferentes ramas de la Orden franciscana.

### Primera Orden

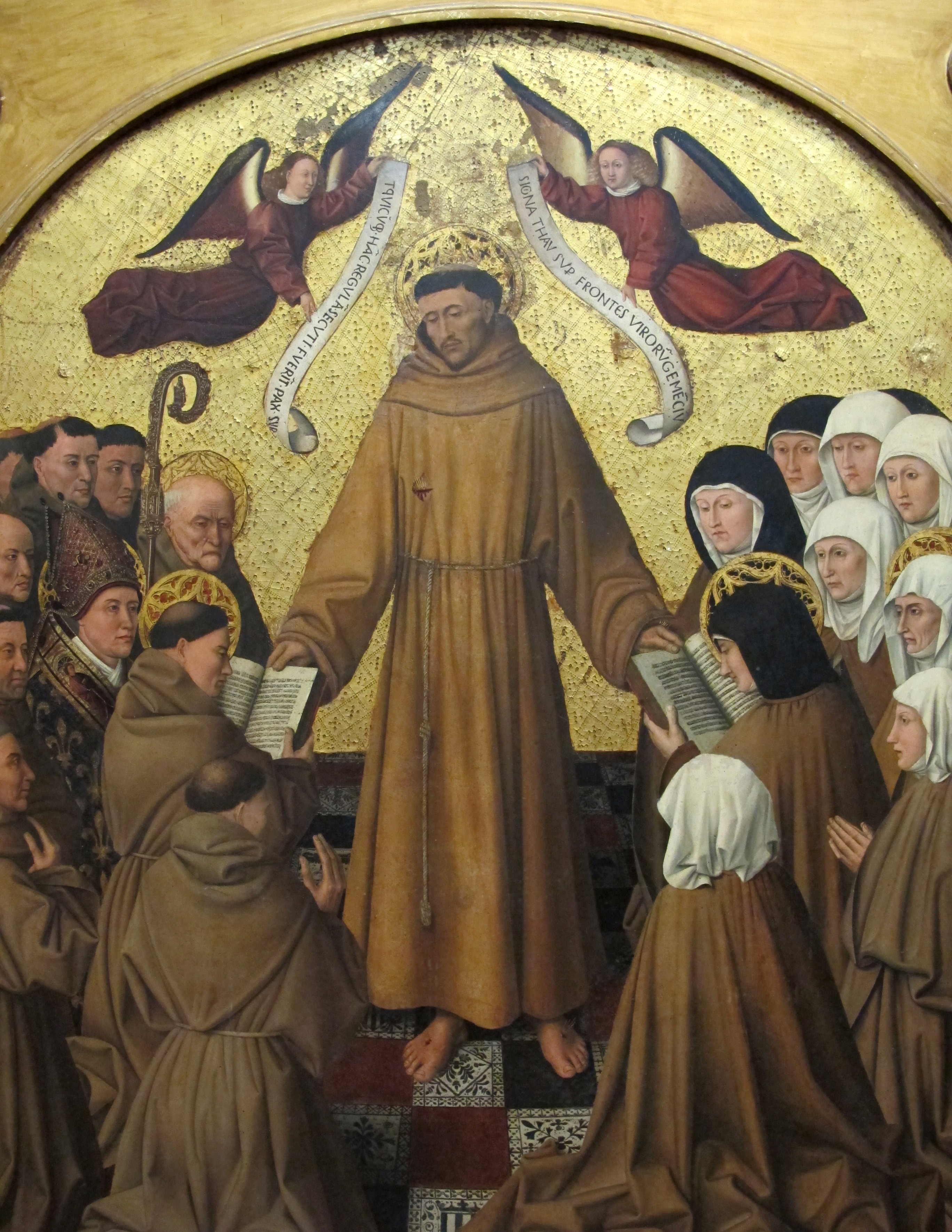
San Francisco entrega la Regla a las órdenes franciscanas, óleo sobre tabla, obra del pintor napolitano Colantonio, elaborado entre 1440 y 1470. Se conserva en el Museo de Capodimonte de Nápoles (Italia).

Francisco dirige la Regla a la fraternidad por él fundada, en ese sentido, regla y fraternidad viven una interdependencia de estar imbricadas la una en la otra, por lo tanto la fraternidad no puede vivir sin una regla y la regla no tiene sentido sin una fraternidad que la ponga en práctica. De ahí que la fraternidad, la Orden de Hermanos Menores, ha leído el espíritu de la Regla, más que la letra misma, como un documento que no transmite solo un contenido informativo, sino especialmente performativo, ya que pretende ser una forma de vida que permite y facilita la conformación con Jesucristo. Por lo tanto el objetivo de la Regla, como lo ven los franciscanos de hoy, es suscitar en quienes la profesan un modo de pensar, de vivir y de actuar, que ha sido continuamente retomado, releído, reformulado, corregido, precisado y enriquecido por las diversas Constituciones que se han escrito a través del tiempo.

### Segunda Orden
Algunos han querido ver en la Regla de santa Clara una copia literal de la Regla de san Francisco, cuando en realidad se tratan de dos documentos distintos, escritos para dos tipos de vida diversa, debido a que la regla franciscana fue escrita para frailes de vida activa o apostólica, mientras que la de las monjas clarisas era un documento legislativo para religiosas de vida contemplativa. Sin embargo, lo que no se puede negar es la influencia que Francisco de Asís ejerció en Clara de Asís: según la tradición, él la ayudó a redactar su propia regla para la naciente Orden de San Damián (cuyos miembros fueron conocidos más tarde como «clarisas»).
El aporte de una regla de vida a la otra no está en la letra sino en el espíritu de Francisco. Clara tomó de la regla franciscana lo que le podía servir para la suya. La característica más importante de la herencia que la regla de las clarisas asumió de la franciscana, fue el carácter evangélico y el valor de la pobreza, del cual Clara fue una de las más grandes defensoras. No se puede dudar que los capítulos 1, 8 y 10 de la Regla de santa Clara han marcado la fisionomía de la Segunda Orden y fueron heredados de la Regla de san Francisco (corresponden a los capítulos 1, 6 y 10 de la regla bulada). De hecho, el capítulo 10 fue literalmente tomado de la regla franciscana.

### Orden Franciscana Seglar
En lo que se refiere a la Orden Franciscana Seglar, al igual que la Segunda Orden, heredan el espíritu de la Regla de san Francisco pero no sus normativas. Según el Código de Derecho Canónico, un seglar, laico o sacerdote, no asumen la regla del mismo modo, puesto que los religiosos se consagran por medio de votos públicos, mientras que los terciarios prometen vivir según el Evangelio, característica fundamental de la regla franciscana. Los franciscanos seglares tienen por normativa de vida, las normas aprobadas por el papa Pablo VI en 1978, dando una idea de autonomía claramente expresada en sus Constituciones, cuyo espíritu y fundamento es la regla de Francisco, pero adaptada a la vida seglar.